# 1784
Cette page concerne l'année 1784  du calendrier grégorien.
L'année 1784 est une année bissextile qui commence un jeudi.

## Événements
- 14 janvier : ratification par le Congrès des États-Unis du premier traité de paix entre les États-Unis et la Grande-Bretagne[1].
- 15 janvier : création de l’Asiatic Society of Bengal à Calcutta par l’orientaliste Sir William Jones, qui donne une interprétation classique de la civilisation ancienne de l’Inde comparable à celle de la Grèce[2]. Cet âge d’Or de la civilisation hindoue aurait été détruite par les invasions musulmanes.
- 29 janvier : prise de Mangalore par le sultan du Mysore Tippoo-Sahib[3].

- 11 mars, Inde : traité de Mangalore entre les Britanniques et Mysore, défavorable à la Compagnie[4]. La conséquence en est le départ de Warren Hastings (février 1785) et une réorganisation de l’Inde britannique. Charles Cornwallis est nommé gouverneur général (1786).

- 29 avril - 11 décembre, Indes néerlandaises : expédition de la VOC contre le sultan de Riouw[5].

- 17 - 18 juin : une escadre française commandée par l'amiral Marigny détruit le fort portugais de Cabinda en Angola[6]. Le 30 janvier 1786, la convention du Prado, sous la médiation de l'Espagne, règle le litige entre la France et le Portugal[7].

- 19, 25 et 29 juillet : tremblements de terre à Saint-Domingue[8].
- 1er juillet : convention de Versailles[9]. Saint-Barthélemy, aux Antilles, devient suédoise (fin en 1877).

- 13 août : India Act, de William Pitt le Jeune, plaçant les acquisitions indiennes sous l’autorité du Parlement britannique[10].
- 16 août, Canada : les loyalistes installés au nord de la Nouvelle-Écosse obtiennent l’autorisation de former, sous l’autorité d’un gouvernement, d’un Conseil et d’une assemblée élue, la province du Nouveau-Brunswick[11]. L’île du Cap-Breton reçoit une administration séparée de celle de la Nouvelle-Écosse.
- 28 août : tremblement de terre à Saint-Domingue[8].

- 22 septembre : Grigori Ivanovitch Chelikhov fonde la première colonie russe permanente du continent américain sur l'île Kodiak en Alaska[12].

- Octobre :  l'escadre vénitienne de l'amiral Angelo Emo bombarde Sousse[13].

- 4 décembre : en Inde, le chef marathe Mahdaji Sindhia profite de la situation confuse pour se faire accorder par l’empereur moghol le titre de « grand régent » (wakil-i mutlaq)[14]. Il est de fait le détenteur du pouvoir ; il confie au général Benoît de Boigne, un Savoyard, le soin de moderniser et de diriger son armée. Celui-ci défait successivement plusieurs rajahs rajputs, puis des chefs marathes. Mahadji Sindhia domine alors l’Inde du Nord. Il meurt en 1795.
- 11 décembre : tremblement de terre à Saint-Domingue[8].
- Début du règne de Abd er-Rhamane Gaourang, mbang du Baguirmi (fin en 1806). Il attaque le Ouadaï, mais des troubles éclatent au Baguirmi et ses vassaux boulala révoltés feront appel à Saboun, souverain du Ouadaï, qui en profite pour s’emparer du Baguirmi en 1806[15].

- Mort du chef Peul Ibrahima Sori Maoudo, suivie par l’anarchie. L’État Peul du Fouta-Djalon devient une confédération groupant neuf provinces. Le titre d’almani est dévolu alternativement aux descendants d’Ibrahima Sori (Soria) et à ceux de Karamoko Alfa (Alfaya), ce qui provoque périodiquement des troubles[16]. En 1804, le pouvoir est exercé toujours alternativement, mais tous les deux ans, ce qui ne fait qu’aggraver les différends entre les deux familles, certains chefs refusant de céder la place. Au cours du XIXe siècle, les Peuls du Fouta-Djalon mèneront des opérations de pillage contre les pays voisins.

- Épidémie de peste au Maghreb (1784-1787)[17].

- Le roi birman d'Ava, Bodawphaya, ou encore Bodawpaya, conquiert Arakan, le royaume maritime indépendant de la côte Est de la baie du Bengale[18].
- Introduction du christianisme en Corée (premier baptême coréen) par la Chine[19].

### Europe
- 8 janvier : l'empire ottoman accepte l'annexion de la Crimée par la Russie par une convention signé à Constantinople[20]. En janvier, Potemkine est nommé président du collège de la Guerre, ce qui lui donne la qualité de feld-maréchal[21].
  - L’exode des Tatars de Crimée, qui préfèrent vivre sous la loi turque, abandonne de vastes espaces fertiles à la colonisation russe. Les musulmans du Caucase luttent contre les Russes avec les Tcherkesses jusqu’en 1859.
- 15 janvier : en Toscane, les biens des couvents et confréries dissous sont utilisés à créer des patrimoines diocésains destinés à mieux rétribuer les curés et les desservants[22].

- 30 mars - 10 mai : élections générales en Grande-Bretagne[23]. Pitt le Jeune, qui n’a pas la majorité aux Communes, fait dissoudre cette Chambre par le roi (24 mars) et procède à de nouvelles élections qui lui donnent la majorité. Il mène une politique économique inspirée par le « laisser faire, laisser passer » d’Adam Smith et passe des traités de commerce, notamment avec la France (1786).

- 7 avril : confirmation impériale de la fondation de l’Université de Bonn par l’électeur de Cologne Max-Franz, frère de l’empereur Joseph II[24].
- 9 avril : le Royaume-Uni ratifie le traité de Paris[25].
- 14 avril : déséquilibré et hors d’état de gouverner, Christian VII de Danemark laisse la régence du Danemark à son fils Frédéric[26]. Les Bernstorff redeviennent les conseillers habituels et une politique de réformes modérées permet le passage d’un régime seigneurial à fort secteur de servage à un régime seigneurial atténué, qui laisse la propriété de 50 % des terres à une paysannerie libre.
- Avril : l’agitation orangiste est matée à Rotterdam par les corps francs. Début de la lutte triangulaire pour le pouvoir dans les Provinces-Unies entre les stadhouders, les familles patriciennes contrôlant les États Généraux et le parti patriote de la classe moyenne qui cherche à démocratiser le gouvernement (1784-1787)[27].

- 11 mai : l’allemand devient langue administrative unique de l’empire[28] (1784 en Hongrie, 1785 en Bohême, 1787 dans le reste de la monarchie), ce qui provoque un violent mécontentement en Hongrie et en Galicie.
- 20 mai : fin de la Quatrième guerre anglo-néerlandaise au traité de Paris[5]. Paix entre les Provinces-Unies et la Grande-Bretagne, coûteuse sur le plan colonial : la Hollande perd Negapatam en Inde et doit accorder la liberté de navigation aux Moluques[29].

- Juin : en Russie, le Suisse Frédéric-César de La Harpe devient précepteur des grands-ducs Alexandre et Constantin[30].

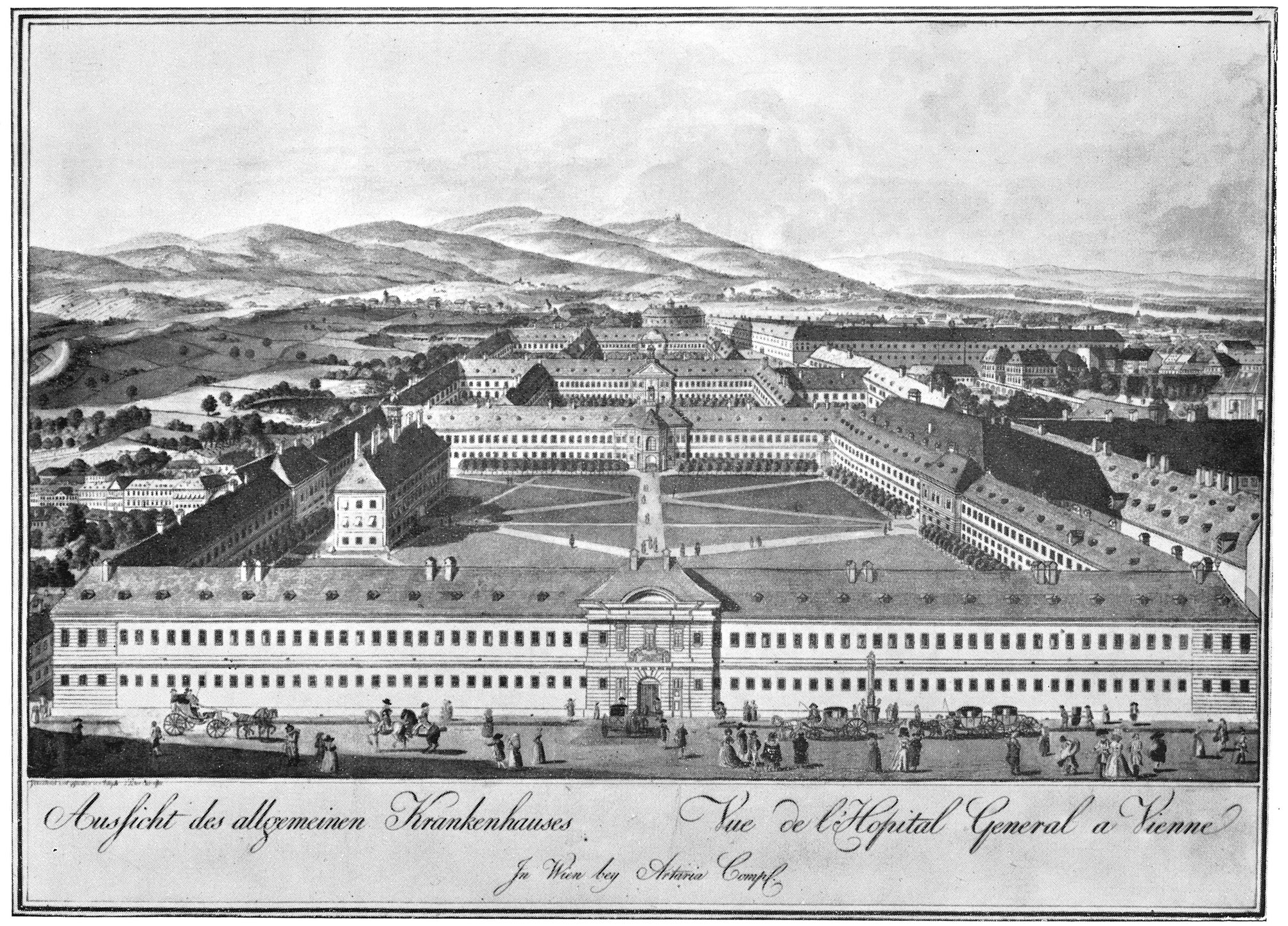
16 août : fondation de l'hôpital général de Vienne.

- 27 août : tarif douanier tendant vers une politique protectionniste dans les États habsbourgeois[31].

- 2 septembre, Bristol : le méthodiste John Wesley rompt avec l'Anglicanisme en procédant à l'ordination de prêcheurs méthodistes[32]. Le mouvement rassemble en 1785 70 000 fidèles répartis en 360 chapelles, liées en une organisation très hiérarchisée et totalement soumise[33].

- 8 octobre : guerre de la Marmite. Le Louis, un navire envoyé par l'empereur Joseph II, qui demande de rouvrir l'Escaut au trafic international, est mitraillé sans dommage au Fort Lillo par les Néerlandais. Joseph II menace d'envahir la Hollande et provoque une nouvelle crise européenne en exigeant l'ouverture de l'Escaut à la navigation, réglée à Fontainebleau avec la médiation de la France le 8 novembre 1785[34].
- 14 octobre : le stadhouder Guillaume V doit se séparer de son conseiller Louis-Ernest de Brunswick-Wolfenbüttel, conseiller secret et maréchal de l’armée néerlandaise[35].
- 31 octobre - 2 novembre[36] : début de la révolte des paysans roumains en Transylvanie conduite par Vasile Ursu Nicola Horea/Ursu (Hora), Juon Cloşca (Cloşca) et Crişan, l’abolition de la servitude personnelle n’étant pas étendue à la Transylvanie[37].

- 3 novembre : inauguration de l’université de Lemberg créée par l’empereur Joseph II. Elle est ouverte aux Polonais et aux Ruthènes et organise un enseignement primaire dans les deux langues[38].

- L’empereur Joseph II empêche son frère Léopold de promulguer la constitution préparée pour la Toscane[39].
- Joseph II n’a plus de directeur de conscience janséniste[40].
- Le consistoire protestant pour l’Autriche est transféré de Teschen à Vienne. Il manifeste la grande vitalité du luthéranisme[41].
- Dernier procès en sorcellerie en Hongrie. L’accusé est acquitté[42].

## Naissances en 1784
- 4 janvier :
  - Jacques Labrie, médecin, homme politique, journaliste, professeur et historien canadien († 26 octobre 1831).
  - François Rude, sculpteur français († 3 novembre 1855).
- 16 janvier : Joseph Warlencourt, peintre belge († 7 novembre 1845).
- 27 janvier : Martin-Joseph Mengal, compositeur d'opéra et de musique de chambre belge († 4 juillet 1851).

- 4 février : Joseph François Paris, peintre et graveur français d'origine italienne  († 1871).
- 22 février : Esprit-Aimé Libour, peintre d'histoire et portraitiste français († 30 juillet 1846).
- 29 février : Leo von Klenze, architecte allemand († 27 janvier 1864).

- 9 mars : François de Montherot, homme politique et dramaturge français († 12 juillet 1869).
- 12 mars : William Buckland, paléontolgue britannique († 24 août 1856).
- 19 mars : Joséphine Rostkowska, médecin militaire polonaise († 18 juillet 1896).
- 25 mars : François-Joseph Fétis, compositeur, critique musical et musicographe belge († 26 mars 1871).
- 26 mars : John W. Taylor, homme politique américain († 18 septembre 1854).

- 5 avril : Louis Spohr, compositeur, violoniste, chef d'orchestre et pédagogue allemand († 22 octobre 1859).

- 3 juin : William Yarrell, ornithologue et naturaliste britannique († 1er septembre 1856).
- 8 juin : Antonin Carême, pâtissier et chef français († 12 janvier 1833).

- 22 juillet : Friedrich Wilhelm Bessel, astronome et mathématicien allemand († 17 mars 1846).
- 23 juillet : Bagyidaw, roi de Birmanie († 15 octobre 1846).
- 25 juillet : Bernard Sénéquier, peintre et sculpteur français († 4 juillet 1868).
- 27 juillet : George Onslow, compositeur français († 3 octobre 1853).

- 14 septembre : Arthur Grimaud, peintre français († 1869).
- 20 septembre : Richard Griffith, géologue irlandais († 22 septembre 1878).
- 22 septembre : Gérard Buzen, général et homme politique belge († 5 février 1842).
- 26 septembre : Louis-Aimé Grosclaude, peintre suisse († 11 décembre 1869).

- 4 octobre : Panchón (Francisco González Díaz), matador espagnol († 8 mars 1843).
- 16 octobre : Johann Michael Voltz, graveur et peintre allemand († 17 avril 1858).
- 19 octobre : Georges Chaix, peintre († 24 juillet 1834).

- 10 novembre : Franco Andrea Bonelli, ornithologue et collectionneur italien († 18 novembre 1830).
- 15 novembre : Jérôme Bonaparte, frère de Napoléon Ier († 24 juin 1860).
- 24 novembre : Zachary Taylor, président des États-Unis († 9 juillet 1850).
- 28 novembre :
  - Giuseppe Bezzuoli, peintre italien († 13 septembre 1855).
  - Claude Victor de Boissieu, peintre français († 23 novembre 1868).
  - Ferdinand Ries, compositeur et pianiste allemand († 13 janvier 1838).

- 1er décembre : 
  - Pierre-Étienne Alerme, danseur français († 9 novembre 1846).
  - Castil-Blaze, critique musical et compositeur français († 11 décembre 1857).
- 4 décembre : Jean-Joseph Soulouque, prince haïtien († 14 janvier 1864).
- 26 décembre : Johan Stephan Decker, peintre français († 25 juin 1844).

- Date précise inconnue :
  - Ramon Aleix i Batlle, prêtre, maître de chapelle, compositeur et organiste catalan († 1850).
  - Francesco Bagnara, peintre, architecte et scénographe italien († 1866).
  - Henri Karr, compositeur français d'origine bavaroise († 10 janvier 1842).

## Décès en 1784
- 24 janvier : Andrea Bernasconi, compositeur italien (° vers 1706).
- 4 avril : Carl Gustaf Ekeberg, navigateur et cartographe suédois (° 10 juin 1716).

- 11 avril : Georg Jonathan von Holland, mathématicien et philosophe allemand (° 6 août 1742).

- 2 mai : Gabriel Bexon, connu sous le nom d’Abbé Bexon, naturaliste français (° 10 mars 1748).
- 12 mai : Abraham Trembley, naturaliste suisse (° 3 septembre 1710).

- 1er juin[43] : obsèques de Giuseppe Duprà, peintre de portrait de cour italien (° 1703).
- 13 juin : Henry Middleton, homme politique américain (° 1717).
- 15 juin : Michel Barthélemy Ollivier, graveur, peintre d’histoire et de genre français (° 24 août 1714).
- 25 juin : Jacques-Antoine Beaufort, peintre français (° 1721).
- 30 juin : Antoine Babron, peintre de genre, miniaturiste et aquarelliste français (° 1743).

- 31 juillet : Denis Diderot, écrivain et philosophe français (° 5 octobre 1713).

- 3 août : Giovanni Battista Martini compositeur bolonais (° 24 avril 1706).
- 6 août : Karl Kohaut, luthiste et compositeur autrichien (° 26 août 1726).
- 10 août : Allan Ramsay, peintre britannique (° 13 octobre 1713).

- 1er septembre : Jean-François Séguier, botaniste français (° 25 novembre 1703).
- 4 septembre : César-François Cassini, astronome français (° 17 juin 1714).
- 7 septembre : Andrea Casali, peintre rococo italien (° 17 novembre 1705).
- 15 septembre : Nicolas-Bernard Lépicié, peintre français (° 16 juin 1735).

- 19 octobre : Egidio dall'Oglio, peintre italien (° 1705).

- 13 décembre : Samuel Johnson, poète, critique, essayiste et lexicographe britannique (° 18 septembre 1709).
- 14 décembre : Henry d'Arles, peintre français (° 14 septembre 1734).

- Date précise inconnue :
  - Giuseppe Bottani, peintre italien (° 1717).
  - Francesco Capella, peintre italien (° 1711).
  - Antoine Gramusset, ressortissant français établi au Chili vers la fin de l’ère coloniale (° 3 septembre 1740).
  - Stefano Torelli, peintre rococo italien (° 1712).